# Mercado Público Antônio Carneiro
O Mercado Público Antônio Carneiro, também chamado de Mercado da 6, é um mercado localizado na Rua dos Canindés, também chamada de Avenida 6, no bairro do Alecrim, na cidade de Natal, capital do estado do Rio Grande do Norte.
O Mercado da 6 teve seu projeto iniciado em 1967, pelo então prefeito Agnelo Alves, logo após o incêndio do Mercado Público da Cidade Alta. O então prefeito conseguiu, junto a Sudene, uma verba para construção do Mercado. Em 1969, Agnelo Alves foi cassado pela ditadura militar, porém seu sucessor, Ernani da Silveira, manteve o projeto. O Mercado foi inaugurado no dia 4 de setembro de 1970.
Em 20 de agosto de 2007, um incêndio atingiu parte do Mercado da 6 por volta das 21 horas. As chamas se espalharam rapidamente pelo galpão e fizeram com que parte do telhado do Mercado desabasse. Os Bombeiros levaram toda madrugada para apagar o fogo. Não foram registradas vítimas fatais.

## Reformas
Em 2008, a gestão do então prefeito Carlos Eduardo Alves reformou o Mercado da 6. Após um longo período paralisada, as obras foram retomadas em maio do mesmo ano. Foram recuperadas a iluminação, as telhas, os boxes foram reorganizados e o piso que era de cimento foi trocado por um de granito.

## Problemas
A insegurança é um dos principais problemas do mercado. Vândalos constantemente quebravam os banheiros e furtavam os comerciantes do local. Com isso, os trabalhadores do local pediram uma guarda permanente para Polícia Militar. Além da insegurança, a sujeira e a falta de uma pintura são outros problemas encontrados no mercado.

## Atividade cultural
Nos sábados á tarde, são realizados um forró e um pagode, respectivamente, no Mercado. Os eventos são realizados pelos próprios comerciantes com o objetivo de atrair a população para o local.